# K.I.N.G.
"K.I.N.G." er en single fra det norske black metal-band Satyricons  album Now, Diabolical fra 2006. Singlen blev begrænset til 1000 kopier og kun til det norske marked. Den medfølgende musikvideo er blevet spillet på MTV's Headbangers Ball.

## Spor
1. "K.I.N.G." – 3:36
2. "Storm (of the Destroyer)" – 2:48

## Musikere
- Satyr – Guitar, bas, keyboards, vokal
- Frost – Trommer